# William Henry Poe
Pour les articles homonymes, voir Poe.
William Henry Léonard Poe, né le 30 janvier 1807 à Boston, dans le Massachusetts, mort le 1er août 1831 à Baltimore, dans le Maryland, est le frère aîné d'Edgar Allan Poe.

## Vie

### La famille Poe

Arbre généalogique de la famille Poe et Clemm

Les Poe sont originaires de la province d'Ulster, en Irlande ; ils appartiennent à une famille de colons écossais. Leur nom viendrait d'un De la Poe, un normand, compagnon de Guillaume le Conquérant, qui pouvait aussi être d'origine allemande ou danoise. La famille descendrait du Dr Leonard Poe, qui officiait à la cour de Jacques Ier d'Angleterre, puis de Charles Ier.
John Poe, fils d'un fermier du comté de Cavan et arrière-grand-père de Henry et Edgar, émigre en 1749 ou 1750 en Amérique. Il vit d'abord en Pennsylvanie, dans le comté de Lancaster, avant de s'installer en 1755 à Baltimore, où il meurt l'année suivante. Il est marié depuis septembre 1741 avec Jane McBride, fille du révérend Robert McBride et sœur de l'amiral John McBride, originaire de Ballymony, dans le comté d'Antrim, en Irlande du Nord.
Pendant la guerre d'indépendance, son fils, David Poe Sr., commerçant de Baltimore installé depuis 1775 Market Street, devient Assistant Deputy-Quatermaster General pour la ville de Baltimore (17 septembre 1779), ce qui lui vaut le titre de general. Par ailleurs, il dépense 40 000 dollars pour la cause de la Révolution, qui ne lui seront jamais remboursés. L'un des frères de David, John, qui fait partie des 400 américains faits prisonniers lors de la défaite de Germantown (4 octobre 1777), meurt sur le navire-prison Jersey de New York. Plus tard, pendant de la guerre de 1812, la milice du Maryland conduit, lors de la bataille de North Point (12-13 septembre 1814), une attaque sur les arrières des Anglais. Parmi les patriotes défendant Baltimore, on compte David Poe Sr., 71 ans. Marié avec Elizabeth Cairnes, qui est née dans le comté de Lancaster, David Poe a sept enfants. Le quatrième, David Poe Jr, est le père de Henry et Edgar. Il a eu cet enfant avec Elizabeth Arnold Hopkins, une comédienne comme lui.

### Jeunesse
Diverses versions existent sur la date de naissance de William Henry Léonard Poe, qui est demeuré dans l'histoire sous le nom de Henry. Fils aîné des comédiens David Poe Jr. et Elizabeth Arnold Poe, il serait né, pour les uns, le 30 janvier, quatre mois après l'arrivée de ses parents à Boston. Pour les autres, il serait impossible de déterminer précisément le jour et il faudrait se contenter d'une fourchette allant du 12 janvier au 22 février, soit un peu plus d'un mois.
Entre mai et septembre 1807, pendant la fermeture du théâtre de Boston, David Poe Jr. et Elizabeth Arnold Poe partent en tournée à Baltimore, laissant leur fils aux soins de ses grands-parents paternels, David Poe Sr. et Elizabeth Cairnes Poe. Le 19 janvier 1809, Elizabeth donne naissance à un second fils, Edgar. Toutefois, en juillet 1810, il semble que David abandonne son épouse. D'après une coupure de journal non identifiée, il serait mort à Norfolk le 19 octobre 1810, peut-être victime de son alcoolisme. Elizabeth est alors enceinte d'un troisième enfant, Rosalie (souvent appelée Rosie ou Rose), qui voit le jour en décembre 1810 à Norfolk, en Virginie. Malade (peut-être de pneumonie), indigente, elle suit son mari dans la tombe le 8 décembre 1811, à Richmond (Virginie), laissant trois enfants. Elle est inhumée à Old St. John's Church, dans le vieux Richmond. William Henry, qui était resté avec ses grands-parents, dans leur maison de Camden Street, reste avec eux; Edgar et Rosalie, qui avaient accompagné leur mère, sont confiés à de riches négociants de la ville; Edgar est adopté par John et Frances Allan, Rosalie par M. et Mme William Mackenzie.
Durant les années qui suivent, Henry et Edgar n'ont plus aucun contact. Une lettre de la tante de Henry, Eliza, datée du 8 février 1813, note que Henry, qui a alors six ans, « parle fréquemment de son petit frère et exprime un grand désir de le revoir ». Les Poe ont bien essayé de garder le contact avec Edgar, mais les Allan s'y sont opposés. Mme Allan craignait qu'ils ne lui enlèvent l'enfant et préféra couper toute relation avec eux. Deux ans après cette lettre, en 1815, les Allan quittent Richmond pour l'Angleterre, empêchant ainsi tout contact entre les deux frères. À leur retour, en 1820, il semble que les Poe aient cherché à renouer avec eux. Le 1er novembre 1824, John Allan écrit à Henry une lettre dans laquelle il prétend que Rosalie n'est que la demi-sœur des deux garçons, ce qui supposerait que leur mère avait un amant. Déterminé à garder Edgar, il a inventé ce conte dans l'espoir que la peur du scandale retienne les Poe de toute nouvelle action en direction de l'enfant.
Malgré ses efforts, toutefois, Henry écrit à Edgar et parvient à le rencontrer, lui et Rosalie, à Richmond, à l'été 1825. À cette époque, Edgar vivait une idylle avec Sarah Elmira Royster. Il lui présente naturellement son frère. La jeune fille garde le souvenir d'avoir été invitée par les deux frères. Henry devait être alors dans la marine de guerre ou la marine marchande car Elmira Royster note que Henry portait un uniforme, lui semble-t-il, de marin. À l'époque, la famille Allan était perturbée par de très importantes tensions. Les relations entre Edgar et M. Allan s'étaient singulièrement dégradées. Cette visite semble donc avoir contribué d'emblée à créer un lien très fort entre les deux frères.
La situation familiale de Henry avait elle aussi connu quelques aléas. Son grand-père, David Poe Sr., meurt en 1816, et Henry est confié à Henry Didier, un ancien ami de son père, qu'il avait connu lors de ses études de droit, avant que David Poe Jr. ne devienne comédien. La mort de son mari laisse Elizabeth Cairnes Poe, la grand-mère de Henry, dans une situation très difficile (une pension de 240 dollars sera votée pour la veuve du général David Poe en octobre 1824, à l'occasion du voyage du général La Fayette aux États-Unis), et elle doit s'installer chez sa fille, Maria Clemm (elle s'est mariée en 1817 avec William Clemm Jr., qui est mort en 1826, après huit ans et demi de mariage, laissant une veuve et trois orphelins, Virginia, Elizabeth Rebecca et Henry, avec pour seul bien une parcelle de terrain). Après quelque temps, Henry rejoint les deux femmes.
Il est probable qu'il s'est engagé dans la marine de guerre ou la marine marchande peu après. La vie de Henry Poe dans les années 1820 et le début des années 1830 est un mystère. Les rôles de l'US Navy ne gardent aucune trace de Henry Poe (en tout cas, sous ce nom), mais il a pu faire partie de la marine marchande. En tout cas, une lettre de Henry envoyée de Montevideo en 1827 indique qu'il était alors à bord de la frégate USS Macedonian (navire qui avait été capturé par les Anglais lors de la guerre de 1812 et qui était toujours en commission à l'époque où Henry affirme être à bord). Sur ce bateau, il va en Amérique du Sud, aux Indes occidentales et peut-être en Russie. De Montevideo, il envoie un récit publié dans le North American, or, Weekly Journal of Politics, Science, and Literature, un hebdomadaire obscur qui paraît du 19 mai au 24 novembre 1827. À son retour à Baltimore, où il retrouve sa tante Maria Clemm et ses deux cousins Henry Clemm et Virginia Clemm, il écrit régulièrement pour le North American jusqu'à sa disparition.

### Des tentatives littéraires

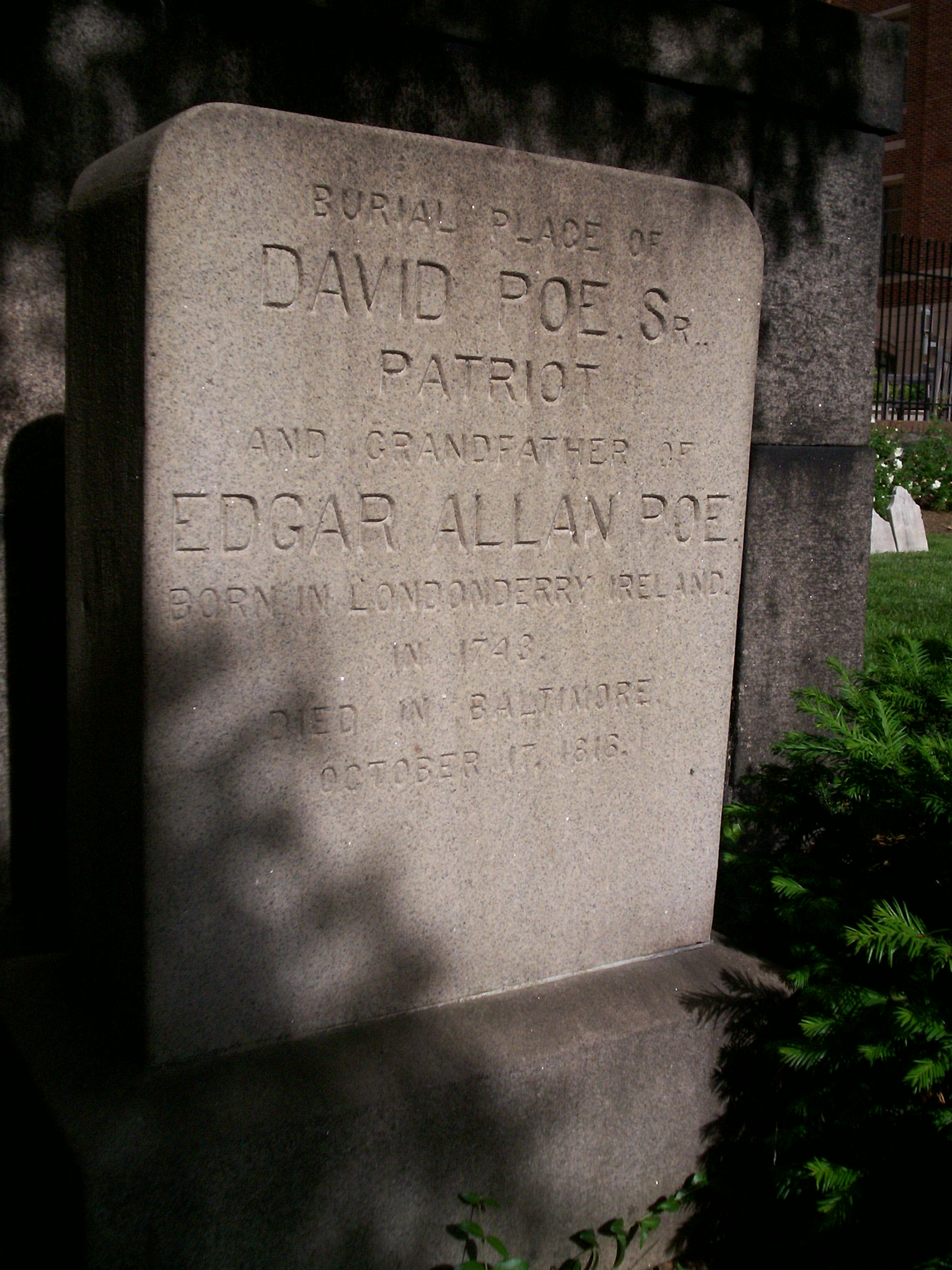
Pierre de la concession de la famille Poe, dans le cimetière Westminster Hall and Burying Ground de Baltimore, où sont inhumés David Poe, Sr. et son petit-fils William Henry Poe.

Henry et Edgar semblent avoir eu de nombreux traits communs. Ils sont l'un et l'autre décrits comme des tempéraments enclins à la poésie et quelque peu mélancoliques. Entre 1827 et 1829, ils semblent avoir échangé leurs expériences et s'être montré leurs travaux respectifs.
C'est particulièrement évident dans la nouvelle Le Pirate. Ce texte, publié par Henry dans le North American le 27 novembre 1827, représente une transposition romantique des amours d'Edgar et d'Elmira; Henry donne à ses personnages des noms tirés de leur famille: Edgar est appelé Edgar-Léonard (personnage qui, comme Henry et Edgar a perdu ses parents à un jeune âge), Elmira devient Rose, diminutif de Rosalie. Edgar et Henry ont aussi publié des poèmes quasiment identiques.
Dans Stances, un poème paru dans le recueil Tamerlan et autres poèmes (avril 1827), Edgar commence par ces mots : « The happiest day - the happiest hour / My sear'd and blighthed heart hath known / The highest hope of pride, and power, / I feel hath flown ». De son côté, Henry écrit, dans l'un de ses poèmes, Original : « The happiest day - the happiest hour / My sear'd and blighthed heart has known / The brightest glance of pride and power / I feel has flown- ».
Un autre poème de Henry a 34 vers en commun avec l'un des poèmes publiés par Edgar dans son recueil de 1827. Par ailleurs, plusieurs textes d'Edgar, probablement à son insu, ont été publiés dans le North American: Stances le 15 septembre 1827 (signé W.H.P.), Rêves le 20 octobre 1827. On n'est pas certain de la façon dont Henry aurait connu le travail de son frère, mais on suppose qu'il aurait pu se rendre à Fort Moultrie, en Caroline du Sud, quand il y était en garnison.
On dispose d'assez peu de documents sur la vie de William Henry Léonard Poe après la disparition du North American. Il publie de petits poèmes dans le Saturday Evening Post et le Baltimore Minerva and Emerald, mais ne contribue régulièrement à aucune publication. Au total, il aura publié une vingtaine d'histoires, de poèmes et de saynètes, sous les initiales « W.H.P. ». Dans le même temps, en 1829, il travaille dans le cabinet juridique de Henry Didier, l'homme qui l'avait recueilli après la mort de son grand-père. Les deux dernières années de sa vie représentent une période de déclin pour Henry : il est atteint de la tuberculose et se met à boire de désespoir. Il meurt le 1er août 1831, à Baltimore, chez Maria Clemm, probablement dans la même chambre, voire le même lit, qu'il partageait avec son frère Edgar, à l'âge de 24 ans. Son corps est enterré le lendemain dans le cimetière presbytérien de Baltimore, le même où Edgar sera inhumé dix-huit ans plus tard. La nécrologie de Henry écrit son nom : « W. H. Hope ».
Henry et Edgar avaient vécu ensemble à Baltimore entre le printemps 1829 et juin 1830. Après son départ de West Point, Edgar retourne chez Maria Clemm en mars 1831. Il arrive juste à temps pour assister à l'agonie de son frère. Outre qu'il l'aide à se nourrir, Edgar prend en charge ses besoins financiers. Après la mort de Henry, il doit ainsi rembourser une dette de 80 dollars contractée par son frère. Ne pouvant payer, il est arrêté pour dettes le 30 novembre 1831.

## Arbre généalogique des Poe
```
David Poe (mort en 1742, Dring, dans le comté de Cavan, Irlande)
X Sarah Poe
│
├──> John Poe (mort en 1756)
│    X Jane McBride (1706-
17 juillet 1802
)
│    │
│    ├──> David Poe Sr. (1742 ou 1743-mort en 1816)
│    │    X Elizabeth Cairnes (1759 ou 1760-1835)
│    │    │
│    │    ├──> Maria Poe (1790-1871)
│    │    │    X William Clemm Jr. (mort en 1826)
│    │    │    │
│    │    │    ├──> Elizabeth Rebecca Clemm (1815-1889)
│    │    │    │    X(1) Arthur Turner Herring
│    │    │    │    X(2) Morton Smith
│    │    │    │
│    │    │    ├──> 
Virginia Clemm
 (1822-1847)
│    │    │    │     X 
Edgar Allan Poe
 (1809-1849)
│    │    │    │
│    │    │    └──> Henry Clemm (1818-après 1836)
│    │    │
│    │    ├──> 
David Poe Jr.
 (1784-1811)
│    │    │    X 
Elizabeth Arnold Hopkins
 (1787-1811)
│    │    │    │
│    │    │    ├──> William Henry Léonard Poe (1807-1831)
│    │    │    │
│    │    │    ├──> 
Edgar Allan Poe
 (1809-1849)
│    │    │    │    X 
Virginia Eliza Clemm
 (1822-1847)
│    │    │    │
│    │    │    └──> 
Rosalie Mackenzie Poe
 (1810-1874)    
│    │    │
│    │    ├──> John Hancock (né en 1776, mort dans l'enfance)
│    │    │
│    │    ├──> William (né en 1780)
│    │    │
│    │    ├──> 
George Washington
 (né en 1782)
│    │    │
│    │    ├──> Samuel (né en 1787)
│    │    │
│    │    └──> Elizabeth (née en 1792)
│    │
│    ├──> George Poe Sr. (1744-1823)
│    │    X Catherine Dawson (1742-1806)
│    │    │
│    │    ├──> Jacob Poe (1775-1860)
│    │    │    X Bridget Kennedy (1775-1844)
│    │    │    │
│    │    │    ├──> George (né en 1807)    
│    │    │    │     
│    │    │    ├──> 
Neilson Poe
 (1809-1884)
│    │    │    │    X Josephine Emily clemm (1808-1889)
│    │    │    │    │
│    │    │    │    ├──> Amelia Fitzgerald (née en 1832)
│    │    │    │    │
│    │    │    │    ├──> Neilson (né en 1834)
│    │    │    │    │
│    │    │    │    ├──> 
John Prentiss
 (né en 1836)
│    │    │    │    │
│    │    │    │    ├──> Josephine Clemm (née en 1838)
│    │    │    │    │
│    │    │    │    ├──> Hariet Clara (née en 1840)
│    │    │    │    │
│    │    │    │    ├──> William Clemm (né en 1843)
│    │    │    │    │
│    │    │    │    ├──> Kennedy (né en 1845)
│    │    │    │    │
│    │    │    │    ├──> Robert Nickle (né en 1847)
│    │    │    │    │
│    │    │    │    └──> Charles (né en 1851)
│    │    │    │
│    │    │    ├──> Amelia (née en 1809)
│    │    │    │
│    │    │    ├──> James Mosher (né en 1812)
│    │    │    │
│    │    │    ├──> Harriet Clemm (née en 1817)
│    │    │    │
│    │    │    └──> Autres enfants morts dans l'enfance
│    │    │
│    │    ├──> George Poe Jr. (1778-1864)
│    │    │    X(1) Anna Maria Potts (morte en 1823)
│    │    │    │     │
│    │    │    │     ├──> George William Poe (né en 1809)
│    │    │    │     │
│    │    │    │     ├──> Anna (née en 1812)
│    │    │    │     │
│    │    │    │     ├──> Katherine
│    │    │    │     │
│    │    │    │     ├──> James (né en 1816)
│    │    │    │     │
│    │    │    │     └──> Maria (née en 1823)
│    │    │    │
│    │    │    X(2)Emma Maria Toulmin (1807-1852)
│    │    │    │
│    │    │    ├──> Emma Giorgina (née en 1828)
│    │    │    │
│    │    │    ├──> Francis (né en 1831)
│    │    │    │
│    │    │    ├──> Caroline (née 1833)
│    │    │    │
│    │    │    ├──> Toulmin (né en 1836)
│    │    │    │
│    │    │    ├──> Elizabeth (née en 1837)
│    │    │    │
│    │    │    ├──> Florence (née en 1839)
│    │    │    │
│    │    │    ├──> Genevieve (née en 1841)
│    │    │    │
│    │    │    ├──> Fernando (1845, mort en enfance)
│    │    │    │
│    │    │    └──> Fernando (né en 1848)
│    │    │
│    │    ├──> Harriet (née en 1785)
│    │    │
│    │    └──> Stephen (mort dans l'enfance)
│    │
│    ├──> Robert (mort sans enfant)
│    │
│    ├──> Samuel (mort sans enfant)
│    │
│    ├──> Hester
│    │
│    ├──> John (mort sans enfant)
│    │
│    ├──> Mary
│    │
│    ├──> James
│    │
│    └──> William Poe (1755-1804)
│         X Frances Winslow (morte en 1802)
│         │
│         ├──> Washington (né en 1800)
│         │
│         ├──> Robert Forsyth
│         │
│         └──> William (né en 1802)
│
├──> Alexander
│
├──> Anne
│
└──> Mary
```

## Source partielle
- Arbre généalogique des Poe sur le site de la Société Edgar Allan Poe de Baltimore